# Халоупка, Павел
Павел Халоупка (чеш. Pavel Chaloupka; 4 мая 1959[…], Мост, Северочешский край — 23 мая 2025, Чехия) — чехословацкий футболист, игравший на позиции полузащитника. После завершения игровой карьеры — тренер.
Выступал, в частности, за клубы «Богемианс» (Прага) и «Фортуна» (Дюссельдорф), а также за национальную сборную Чехословакии, с которой был участником чемпионата мира 1982 года.

## Клубная карьера
Родился 4 мая 1959 года в городе Мост. Воспитанник футбольной школы клуба «Литвинов».
Во взрослом футболе дебютировал в 1976 году выступлениями за команду «Скло Унион Теплице», в которой провёл два сезона, приняв участие в 14 матчах высшего дивизиона чемпионата Чехословакии. С 1978 по 1980 год проходил военную службу, в это время играл за армейские клубы «Дукла» (Табор) и «Дукла» (Прага).
В начале 1980 года Халоупка стал футболистом столичного клуба «Богемианс». Отыграл за пражскую команду следующие девять лет своей игровой карьеры. Большую часть времени, проведённого в составе «Богемианса», являлся основным игроком команды и одним из главных бомбардиров, имея среднюю результативность на уровне 0,38 гола за игру первенства. В 1983 году выиграл с командой единственный чемпионат Чехословакии в истории клуба, и с 17 голами стал лучшим бомбардиром турнира. В том же году «Богемианс» дошёл до полуфинала Кубка УЕФА, уступив там «Андерлехту» (0:1, 1:3).
В общей сложности Халоупка выступал за «Богемианс» до конца 1988 года, проведя 219 матчей чемпионата и забил в них 77 голов.
В начале 1989 года Халоупка присоединился к западногерманскому клубу «Фортуна» (Дюссельдорф) . Дебютировал 4 марта 1989 года в выездной игре против «Алемании» из Аахена и в общей сложности до конца сезона забил пять мячей в 15 играх чемпионата и помог команде выйти в Бундеслигу. В высшем немецком дивизионе в сезоне 1989/90 Халоупка провёл 22 игры, в которых забил четыре гола.
Завершил игровую карьеру в восточногерманской команде «Берлин», за которую выступал в течение сезона 1990/91 в чемпионате ГДР.

## Выступления за сборную
11 ноября 1981 года дебютировал в официальных играх в составе национальной сборной Чехословакии в товарищеском матче против сборной Аргентины (1:1).
В составе сборной был участником чемпионата мира 1982 года в Испании, сыграл на турнире одну игру, против сборной Англии (0:2).
Всего в течение карьеры в национальной команде, длившейся 7 лет, провёл в её форме 20 матчей, забив 2 гола.

## Карьера тренера
С 2004 по 2005 год работал главным тренером дублирующего состава команды СИАД (Мост). После этого в сезоне 2005/06 возглавлял клуб «ЛоКо» (Хомутов), с августа 2006 года был помощником тренера в клубе «Хмел» (Блшаны).
В сезоне 2013/14 возглавлял команду «Баник» (Мост), однако вскоре стал помощником главного тренера клуба.
Умер 23 мая 2025 года в больнице в Хомутове в возрасте 66 лет.

## Титулы и достижения

### Командные
- Чемпион Чехословакии (1):

«Богемианс» (Прага): 1982/83

### Личные
- Лучший бомбардир чемпионата Чехословакии : 1982/83 (17 голов)